# Philosciidae
Philosciidae is een familie van pissebedden. De verschillende soorten komen wereldwijd voor, de meeste in tropische en subtropische regios, minder in het holarctisch gebied.

## Geslachten
De familie omvat de volgende geslachten
- Abebaioscia Vandel, 1974 – Panniki Cave, Nullarbor Plain, zuid Australië (1 soort)
- Adeloscia Vandel, 1977 – Nieuw-Zeeland (1 soort)
- Alboscia Schultz, 1995 – Paraguay, zuid Brazilië (3 soorten)
- Anaphiloscia Racovitza, 1907 – Noordwestelijk Middellandse Zeegebied (2 soorten)
- Anchiphiloscia Stebbing, 1908 – Oost Afrika, Madagaskar, Andamanen, Chagos Archipel (18 soorten)
- Andenoniscus Verhoeff, 1941 – Peru, Panama (2 soorten)
- Andricophiloscia Vandel, 1973 – Oostelijk Nieuw Guinea (1 soort)
- Androdeloscia Leistikow, 1999 – Tropisch Amerika (17 soorten)
- Aphiloscia Budde-Lund, 1908 – Oost en zuidelijk Afrika, Madagaskar, eilanden in de westelijke Indische Oceaan (19 soorten)
- Araucoscia Verhoeff, 1939 – Chili: Calbuco Island (1 soort)
- Arcangeloscia Taiti & Ferrara, 1980 – Kameroen, Congo, Malawi (7 soorten)
- Archaeoscia Vandel, 1973 – Cuba (1 soort)
- Ashtonia Vandel, 1974 – Australië (1 soort)
- Atlantoscia Ferrara & Taiti, 1981 – Ascension, Florida, Brazilië, Argentinië, St. Helena (2 soorten)
- Australophiloscia Green, 1990 – Australië, Hawaï, Tonga, Nomuka Iki Islands (3 soorten)
- Baconaoscia Vandel, 1981 – Cuba (1 soort)
- Barnardoscia Taiti & Ferrara, 1982 – Zuid-Afrika (2 soorten)
- Benthana Budde-Lund – Brazilië, Paraguay (15 soorten)
- Benthanoides Lemos de Castro, 1958 – Peru, Chili (3 soorten)
- Benthanops Barnard, 1932 – Zuid-Afrika (1 soort)
- Benthanoscia Lemos de Castro, 1958 – Brazil (1 soorten)
- Burmoniscus Collinge, 1914 – Sri Lanka, Nepal, Burma, China, Korea, Taiwan, Indonesië, Kameroen, Sao Tomé, Mozambique, Somalië, Pacific islands (65 soorten)
- Caraiboscia Vandel, 1968 – Galapagos, Venezuela (2 soorten)
- Chaetophiloscia Verhoeff, 1908 – Middellandse Zeegebied (9 tot 20 soorten)
- Colombophiloscia Vandel, 1981 – Cuba (3 soorten)
- Congophiloscia Arcangeli, 1950 – Guinea Bissau, Kameroen, Angola, Annobón (4 soorten)
- Ctenoscia Verhoeff, 1928 – Westelijk Middellandse Zeegebied (2 soorten)
- Cubanophiloscia Vandel, 1973 – Cuba (1 soorten)
- Dekanoscia Verhoeff, 1936 – India, cave (1 soort)
- Didima Budde-Lund – Madagaskar (1 soort)
- Ecuadoroniscus Vandel, 1968 – Ecuador (1 soort)
- Erophiloscia Vandel, 1972 – Colombia, Ecuador (4 soorten)
- Eurygastor Green, 1990 – Australië (2 soorten)
- Floridoscia Schultz & Johnson, 1984 – Zuid Florida (1 soort)
- Gabunoscia Schmalfuss & Ferrara, 1978 – Gabon (1 soort)
- Halophiloscia Verhoff, 1908 – Middellandse Zeegebied, Krim, Bermuda, Kanarische Eilanden, USA, Argentina (6 of 7 soorten)
- Hawaiioscia Schultz, 1973 – Hawaï (1 soort)
- Heroldia Verhoeff, 1926 – Nieuw Caledonië (6 soorten)
- Hoctunus Mulaik, 1960 – Mexico (1 soort)
- Huntonia Vandel, 1973 – Australië (1 soort)
- Isabelloscia Vandel, 1973 – Salomon Eilanden (1 soort)
- Ischioscia Verhoeff, 1928 – Zuid-Amerika (12 soorten)
- Javanoscia Schultz, 1985 – Java (1 soort)
- Jimenezia Vandel, 1973 – Cuba (1 soort)
- Laevophiloscia Wahrberg, 1922 – West Australië (9 soorten)
- Leonoscia Ferrara & Schmalfuss, 1985 – Sierra Leone (1 soort)
- Lepidoniscus Verhoeff, 1908 – Duitsland, Zwitserland, Oostenrijk, Noord-Italië, Tsjechië, Slovakije, Joegoslavië (4 soorten)
- Leucophiloscia Vandel, 1973 – Nieuw Guinea (1 soort)
- Loboscia Schmidt, 1998 – Maleisië (1 soort)
- Metaprosekia Leistikow, 2000 – Venezuela (1 soort)
- Metriogaster Vandel, 1974 – Australië (1 soort)
- Microphiloscia Vandel, 1973 – Cuba (1 soort)
- Mirtana Leistikow, 1997 – Costa Rica (1 soort)
- Nahia Budde-Lund – Zuid-Afrika (1 soort)
- Nataloniscus Ferrara & Taiti, 1985 – Zuid-Afrika (1 soort)
- Nesoniscus Verhoeff, 1926 – Nieuw Caledonië (2 soorten)
- Nesophiloscia Vandel, 1968 – Galapagos (1 soort)
- Okeaninoscia Vandel, 1977 – Kermadeceilanden (1 soorten)
- Oniscomorphus Jackson, 1938 – Paaseiland (1 species)
- Oniscophiloscia Wahrberg, 1922 – Juan Fernández-archipel en de kust van Chili (4 soorten)
- Oreades Vandel, 1968 – Ecuador (1 soort)
- Oroscia Verhoeff, 1926 – Nieuw Caledonië (2 soorten)
- Palaioscia Vandel, 1973 – Nieuw Guinea (1 soort)
- Papuaphiloscia Vandel, 1970 – Bismarck Archipel, China, Guadalcanal, Hawaï, Nieuw Guinea, Japan, Nieuw-Zeeland (11 soorten)
- Parachaetophiloscia Cruz & Dalens, 1990 – Spanje (1 soort)
- Paraguascia Schultz, 1995 – Paraguay (1 soort)
- Parapacroscia Vandel, 1981 – Cuba (1 soort)
- Paraphiloscia Stebbing, 1900 – Salomon Eilanden, Samoa, Nieuw Guinea (9 soorten)
- Parischioscia Lemos de Castro, 1967 – Guinea (1 soort)
- Pentoniscus Richardson, 1913 – Costa Rica (4 soorten)
- Perinetia Barnard, 1958 – Madagaskar (1 soort)
- Philoscia Latreille, 1804 – Europe, Mediterranean (ca. 10 soorten)
- Philoscina Ferrara & Taiti, 1985 – Zuid-Afrika (3 soorten)
- Platyburmoniscus Schmidt, 2000 – Sri Lanka (1 soort)
- Platycytoniscus Herold, 1931 – Flores, Sri Lanka (2 soorten)
- Pleopodoscia Verhoeff, 1942 – Oost-Afrika (6 soorten)
- Plumasicola Vandel, 1981 – Cuba (1 soort)
- Plymophiloscia Wahrberg, 1922 – Australië, Tasmanië (8 soorten)
- Portoricoscia Leistikow, 1999 – Puerto Rico (1 soort)
- Prosekia Leistikow, 2001 – Venezuela (1 soort)
- Pseudophiloscia Budde-Lund – Chili (3 soorten)
- Pseudosetaphora Ferrara & Taiti, 1986 – Seychellen (1 soort)
- Pseudotyphloscia Verhoeff, 1928 – Sulawesi, West Java, Taiwan (1 soort)
- Puteoscia Vandel, 1981 – Cuba (1 soort)
- Quintanoscia Leistikow, 2000 – Mexico (1 soort)
- Rostrophiloscia Arcangeli, 1932 – Dominica (1 soort)
- Sechelloscia Ferrara & Taiti, 1983 – Seychellen (1 soort)
- Serendibia Manicastri & Taiti, 1987 – Sri Lanka (1 soort)
- Sinhaloscia Manicastri & Taiti, 1987 – Sri Lanka (1 soort)
- Stenophiloscia Verhoeff, 1908 – Dalmatië, Griekenland, Italië (6 soorten)
- Stephenoscia Vandel, 1977 – Nieuw-Zeeland (1 soort)
- Sulesoscia Vandel, 1973 – Cuba (1 soort)
- Tenebrioscia Schultz, 1985 – Java (1 soort)
- Thomasoniscus Vandel, 1981 – Cuba (1 soort)
- Tiroloscia Verhoeff, 1926 – Italië, Spain (9 soorten)
- Togoscia Ferrara & Schmalfuss, 1985 – Togo (1 soorten)
- Tongoscia Dalens, 1988 – Tonga (1 soorten)
- Trichophiloscia Arcangeli, 1950 – Sardinië (1 soorten)
- Troglophiloscia Brian, 1929 – Cuba, Mexico, Belize (3 soorten)
- Tropicana Manicastri & Taiti, 1987 – Hawaï, Sri Lanka, Comoren, Kameroen (1 soort)
- Tropiscia Vandel, 1973 – Ecuador (1 soort)
- Vandelia Kammerer, 2006 (replacement name for Verhoeffiella Vandel, 1970) – Nieuw Caledonië (1 soort)
- Vandelophiloscia Schmalfuss & Ferrara, 1978 – Ivoorkust (1 soort)
- Wahrbergia Verhoeff, 1926 – Nieuw Caledonië (1 soort)
- Xiphoniscus Vandel, 1968 – Ecuador (1 soort)
- Zebrascia Verhoeff, 1942 – Ivoorkust, Bioko, Kameroen (2 soorten)